# Братковичі (зупинний пункт)
Братко́вичі — пасажирський залізничний зупинний пункт Львівської дирекції Львівської залізниці на електрифікованій двоколійній лінії Львів — Мостиська II між станціями Городок-Львівський (5 км) та Судова Вишня (15 км). Розташований в селі Братковичі Львівського району Львівської області.

## Пасажирське сполучення
На платформі Братковичі зупиняються приміські електропоїзди сполученням Львів — Мостиська II.